# Karel Berman
Karel Berman (geboren am 14. April 1919 in Jindřichův Hradec (deutsch Neuhaus); gestorben am 11. August 1995 in Prag) war ein tschechischer Opernsänger (Bass) und Komponist jüdischer Abstammung.

## Leben

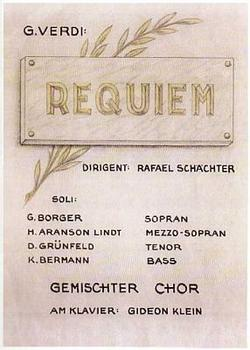
Giuseppe Verdi; Messa da Requiem im Ghetto Theresienstadt
Rafael Schächter, Dirigent; Gideon Klein, Klavier; G. Borger, Sopran; Heda Aronson-Lindt, Mezzosopran; David Grünfeld, Tenor; Karel Berman, Bass

Berman studierte ab 1938 Gesang bei Egon Fuchs am Prager Konservatorium. Nach der deutschen Besetzung seiner Heimat wurde er verhaftet und als Zwangsverpflichteter in das Arbeitslager Lipa (Linden) verbracht. Von dort erfolgte am 5. März 1943 die Deportation in das Ghetto Theresienstadt. Dort beteiligte er sich als Sänger, Komponist und Dirigent am Kulturleben und trat in Karel Švenks Aufführungen auf. So führte er im Mai 1944, zusammen mit Rafael Schächter, die Vier Lieder nach Worten chinesischer Poesie von Pavel Haas erstmals auf. In Viktor Ullmanns Oper Der Kaiser von Atlantis sang er die Partie des Tod in der Generalprobe. Am 28. September 1944 erfolgte Bermans Weitertransport in das KZ Auschwitz, von wo er am 10. Oktober 1944 mit weiteren Häftlingen aus Theresienstadt zur Sklavenarbeit in das Außenlagerkompex Kaufering des KZ Dachau deportiert wurde. Nach seiner Befreiung kehrte Karel Berman 1945 nach Prag zurück und setzte seine Gesangsausbildung fort. Es folgten Verpflichtungen als Sänger und Opernregisseur in Opava und Pilsen. 1953 wechselte Berman ans Prager Nationaltheater, wo er rund 40 Jahre lang als Sänger in 120 Partien und als Regisseur von 50 Produktionen wirkte. Gastspielreisen führten ihn u. a. in die Bundesrepublik Deutschland, in die damalige DDR, nach Finnland, Italien, in die Schweiz und die Niederlande sowie zum Edinburgh Festival. Von 1961 bis 1971 lehrte er am Prager Konservatorium, außerdem an der Akademie der musischen Künste.

## Werke
- 1944 Poupata („Knospen“) Lieder Bassbariton und Klavier
  - Majové ráno (Eva Nonfriedová)
  - Co se děje při probuzení (Kamil Bednář)
  - Děti si hrají (Josef Hora)
  - Před usnutím č. 1 (František Halas)
  - Velikonoční (František Halas)

- 1938–1945 Reminiscences Suite Klavier (erstmals im Jahr 2000 publiziert)
- Terezín Suite Klavier
- Broučci (Leuchtkäferchen – nach dem damals bereits populären Kinderbuch von Jan Karafiát) Sopran und Klavier (später durch Jiří Trnka als Trickfilm weltberühmt gemacht)